# Matt Davies
Matt Davies (14. listopada 1979., Wales, Velika Britanija) je glavni vokal sastava Funeral For A Friend.